# Apitua
Apitua is een geslacht van weekdieren uit de klasse van de Gastropoda (slakken).

## Soort
- Apitua delicatula Laseron, 1954